# Wojciechówka (Białowieża)
Wojciechówka – nazwa zniesiona, osada leśna, do 1998 część wsi Białowieża w Polsce, położona w województwie podlaskim, w powiecie hajnowskim, w gminie Białowieża, na obszarze Puszczy Białowieskiej.
Rozpościerała się wzdłuż obecnej ulicy Wojciechówka, we wschodniej części Białowieży, ciągnącej się od ulicy Mieszkowskiej po ulicę Leśną na długości 430 m. Znajduje się tu siedziba Nadleśnictwa Białowieża.
W latach 1975–1998 Wojciechówka administracyjnie należała do województwa białostockiego.
21 grudnia 1998 zniesiono nazwę Wojciechówka.